# Abidjan Basket Club Fighters
Maillots
L'Abidjan Basketball Club Fighters est un club ivoirien de basket-ball basé à Abidjan, Côte d'Ivoire. Ils sont surnommés les "Dangôrôs du Basket" à Abidjan. L'entrainement du club se fait au Collège d'Enseignement Technique Industriel (CETI) de Marcory (Zone 4) pour adultes (Athlètes) et enfants à partir de 7 ans.

## Palmarès

### Équipe masculine
- 2005 : Coupe d’Afrique des clubs champions
- 2007 : Championnat de Côte d'Ivoire
- 2014 : Championnat de Côte d'Ivoire et Coupe de Côte d'Ivoire[3]
- 2022 : Championnat de Côte d'Ivoire[4]

### Équipe féminine
- 2004 : Championnat de Côte d'Ivoire
- 2008 : Championnat de Côte d'Ivoire
- 2014 : Championnat de Côte d'Ivoire et Coupe de Côte d'Ivoire[3]
- 2022 : Championnat de Côte d'Ivoire[4]

## Anciens joueurs
- Stéphane Konaté
- Anderson Affi
- Ange Nantiyé
- Aristide Yao
- Blaise Amalanbian
- Abo Kader
- Celestin Gboto

## Anciennes joueuses
- Adjéhi Abbady
- Aichata Diomandé
- Mariame Gbané
- Mariama Kouyaté
- Djiré Massourata
- Blandine N’Goran
- Mariame Sylla
- Christelle N'Garsanet
- Fatou N'Deye
- Patricia N'Goye
- Stéphanie N'Garsanet
- Mamiki Cissé
- Salimata Berté
- Magbè Bamba